# Carme (Barcelona)
Carme ist eine katalanische Gemeinde (Municipio) mit 814 Einwohnern (Stand: 2024) in der Provinz Barcelona im Nordosten Spaniens. Sie liegt in der Comarca Anoia. 

## Lage
Carme liegt etwa 55 Kilometer westnordwestlich von Barcelona in einer Höhe von ca. 355 m. 

## Bevölkerungsentwicklung
| Jahr      | 1970 | 1981 | 1991 | 2001 | 2011 | 2021 |
| Einwohner | 723  | 717  | 679  | 674  | 852  | 780  |

## Sehenswürdigkeiten

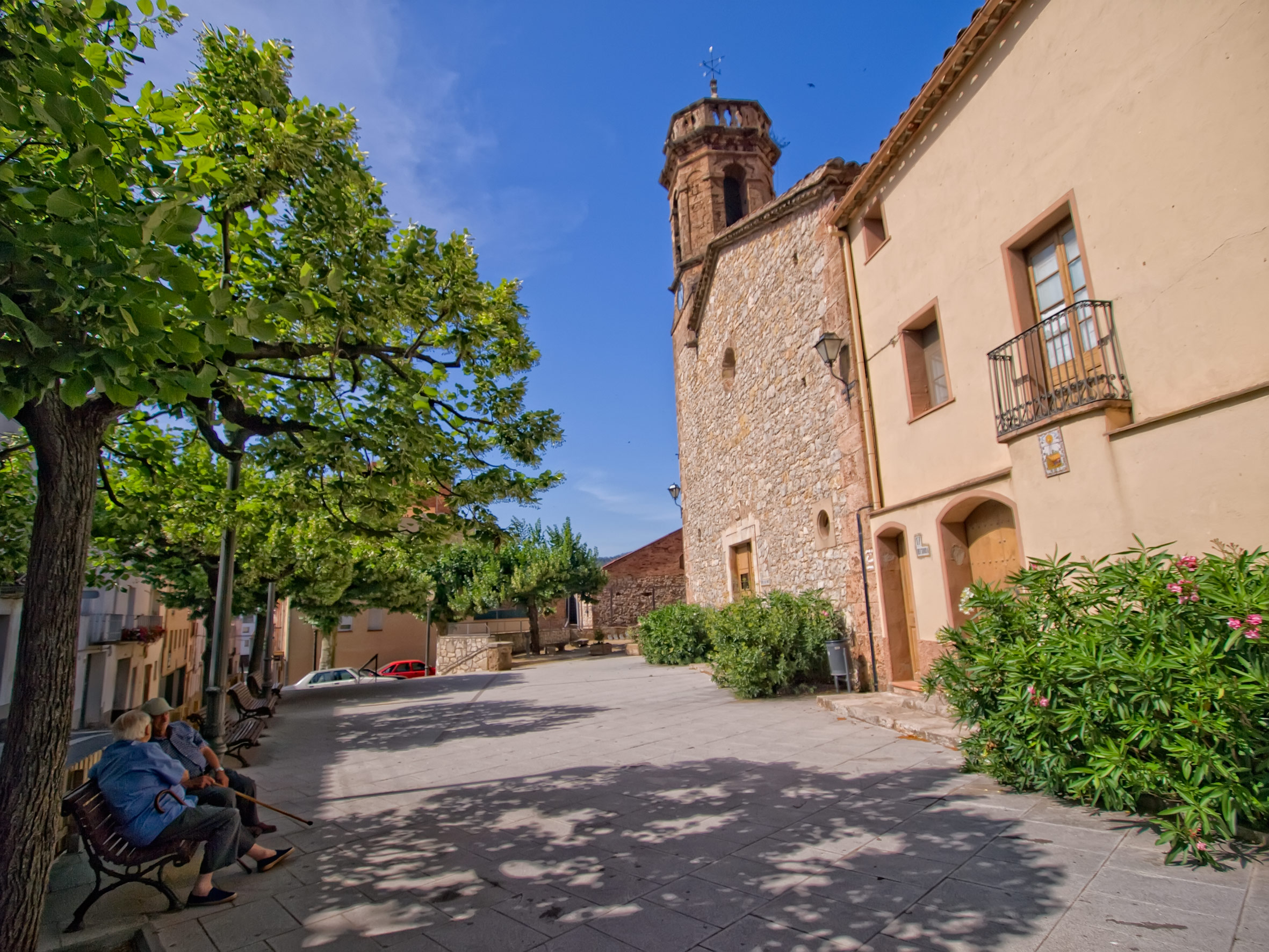
Martinskirche
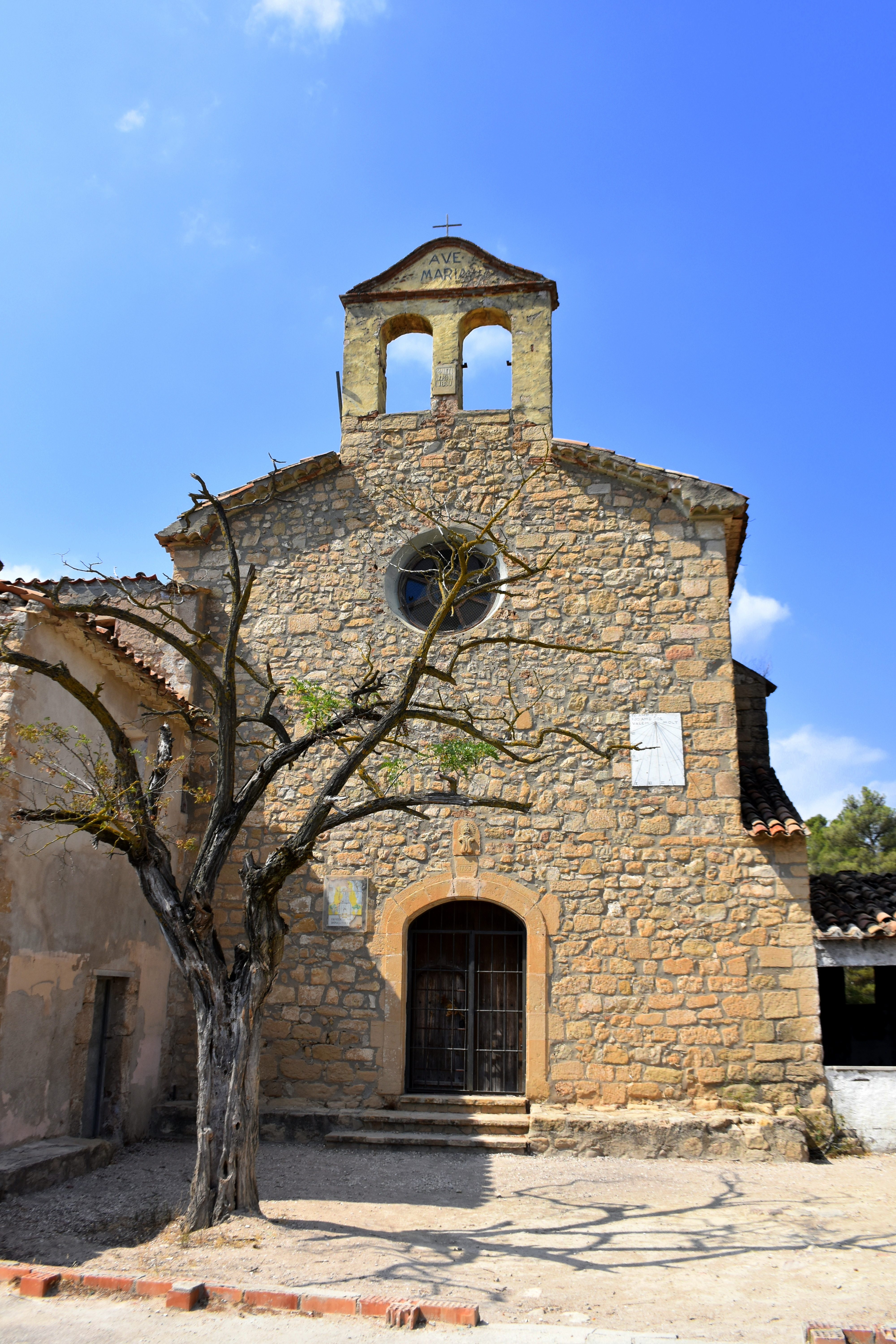
Marienkapelle

- Martinskirche
- Marienkapelle